# Felix Cavaliere
Felix Cavaliere (Pelham, 29 novembre 1942) è un cantautore e tastierista statunitense.

## Carriera
Tra il 1969 ed il 1986 visse a Danbury, in Connecticut, dove fece parte del gruppo The Rascals, inizialmente chiamato The Young Rascals, insieme a Eddie Brigati, Dino Danelli e Gene Cornish fino al 1972, anno in cui la band si sciolse.
Nel 1974 pubblica il suo eponimo album di debutto da solista, Felix Cavaliere.
Nel 1982 partecipa all'album Men Without Women dei Little Steven & the Disciples of Soul. Negli anni '90 ha collaborato dal vivo con Ringo Starr.

## Discografia
- 1974 - Felix Cavaliere (Bearsville Records, BR 6955)
- 1975 - Destiny (Bearsville Records, BR 6958)
- 1977 - Treasure (Epic Records, PE 34890) a nome Treasure
- 1979 - Castles in the Air (Epic Records, JE 35990)
- 1994 - Dreams in Motion (MCA Records, MCAD 11062)
- 2008 - Nudge It Up a Notch (Stax Records, STXCD-30789) con Steve Cropper
- 2010 - Midnight Flyer (Stax Records, STX-32025-02) con Steve Cropper